# George Dixon (pilot)
George Clapham Dixon (ur. 3 listopada 1895 w Vancouver, zm. 1 lutego 1975 tamże) – kanadyjski as myśliwski okresu I wojny światowej. Odniósł 9 zwycięstw powietrznych.
George Clapham Dixon był synem doktora Williama Spencera Harrisona. W latach 1913–1916 uczęszczał do  St. Andrew's College. Do armii wstąpił 17 kwietnia 1916 roku i został przydzielony do 38 Reserve Battalion, Canadian Over-Seas Expeditionary Force (CEF).
W kwietniu 1917 został przeniesiony do RFC w Kanadzie i po przejściu  szkolenia  w Anglii został przydzielony do eskadry myśliwskiej No. 43 Squadron RAF. W jednostce odniósł swoje pierwsze dwa zwycięstwa powietrzne latając jako obserwator na samolocie Sopwith 1½ Strutter. Po przejściu szkolenia z pilotażu został od lipca 1918 roku przydzielony do eskadry myśliwskiej No. 85 Squadron RAF. W jednostce odniósł kolejne 2 zwycięstwa i od sierpnia 1918 roku rozpoczął służbę jako oficer (flight commander) w No. 40 Squadron RAF. W jednostce odniósł 5 zwycięstw powietrznych, ostatnie 2 września. 
16 września 1918 roku po odniesieniu ran w czasie walki powietrznej został wycofany ze służby liniowej.